# Halon
Halonen of hcfk's zijn koolwaterstoffen die gehalogeneerd zijn, dat wil zeggen dat er een van de halogenen aan is toegevoegd op de plaats van een waterstofatoom, zoals chloor, broom of fluor. Het woord halon is een samentrekking van de Engelse term halogenated hydrocarbon. Cfk's vormen een speciale groep halonen; ze bevatten chloor of fluor maar geen broom. Halonen zijn bijzonder stabiele stoffen en zijn bestand tegen zeer hoge temperaturen.

## Toepassingen
Een bekend halon is Halon 1211, broomchloordifluormethaan dat tot 2004 vooral gebruikt werd bij draagbare brandblusapparaten. Halon 1301, broomtrifluormethaan CF3Br, werd gebruikt in blusgasinstallaties.
Halonblussers vonden meestal hun toepassing bij de brandbeveiliging van computerruimten of andere elektrische apparaten. De reden hiervan was dat halon als een 'schone blusstof' werd beschouwd, die geen schade aan apparatuur zou veroorzaken. Bovendien blust halon door als een negatieve katalysator op de verbrandingsreactie in te grijpen, en niet door verdringing van zuurstof. Hierdoor is veel minder blusmiddel nodig, en is het risico van verstikking van personeel in de ruimte minder groot. Halon produceert echter wel broomzuur, dat corrosie kan veroorzaken en slecht is voor de gezondheid, zodat bij blussing de ruimte wel zo snel mogelijk geëvacueerd moet worden.

## Verbod
Halonen tasten net als cfk's de ozonlaag aan. De mate waarin een stof de ozonlaag kan aantasten, wordt uitgedrukt door het ozonafbrekend vermogen van die stof. De ozonlaag beschermt de aarde tegen een te grote dosis schadelijke ultraviolette straling. Deze straling kan huidkanker veroorzaken en de natuur aantasten. Vanaf ongeveer 1993 worden er dan ook geen halonen meer geproduceerd. Vanaf 1 januari 2004 is het gebruik van halonen in brandblusapparaten en brandbeveiligingssystemen in Nederland en België verboden. Het verbod vloeit voort uit internationale afspraken over het terugdringen van stoffen die de ozonlaag aantasten. Deze afspraken, zijn in 1998 vastgelegd in het Protocol van Montreal. De Europese Unie heeft in 2000 het protocol in een Europese verordening uitgewerkt. Op grond van deze verordening zijn halonhoudende brandblusapparaten en brandbeveiligingssystemen vanaf 1 januari 2004 verboden.
Voordat het verbod van kracht werd, zijn veel halonen bevattende apparaten ingezameld. Dit zal echter niet door alle particulieren gebeurd zijn. Zij moeten het alsnog als klein chemisch afval inleveren.
Onder andere in de luchtvaart worden brandblussers op basis van halon nog wel toegepast, vanwege het verhoogde gevaar dat bij brand aan boord bestaat.

## Verwerking
Hugen Reprocessing Company Dutch Halonbank heeft als enige in Nederland de benodigde vergunningen om zich bezig te houden met de inname, regeneratie, opslag en hervullen van de blusstof halon. Dit onderdeel van de organisatie is dan ook officieel depothouder en uitvoerend orgaan voor de Coöperatieve Vereniging Halonen oftewel de Halonbank. Tevens dragen zij zorg voor beheer, management en bewerking van de halonen voor een aantal partijen die halon mogen gebruiken voor kritische toepassingen.
Het verwerken van halonen is mogelijk door bijvoorbeeld de halonen gasvormig te injecteren in een Argon plasma van 10.000 °C. Het halon wordt dan gedissocieerd. Dit proces wordt pyrolyse genoemd. Door het gas snel af te koelen tot minder dan 100 °C door het door water te leiden, ontstaat een onschadelijke oplossing met chloor en broomzouten.

## Alternatieven
Alternatieven voor het gebruik van halon zijn bijvoorbeeld inerte gassen. Hiervan is echter veel meer nodig omdat ze de brand door verstikking blussen en niet door negatieve katalyse. 
Afhankelijk van de brandstof zal de zuurstofconcentratie naar beneden gebracht worden naar een niveau dat een brand dooft. Voorbeelden van dergelijke blusstoffen zijn Argonite, Argon, Inergen en stikstof. Voor alle inerte gassen geldt dat kortstondig verblijf bij de meest voorkomende objecten geen probleem is. Zie hiervoor de NOAEL- en LOAEL-waarden van de gebruikte blusgassen, terug te vinden in de ISO14520.
Naast de zuurstofverdringende gassen kunnen warmteonttrekkende blusmiddelen toegepast worden. De meest bekende hiervan zijn bekend onder de handelsnamen FM200 (HFC227ea) en NOVEC1230. Beide zijn toegestaan volgens het Kyoto-protocol.
Het gebruik van koolstofdioxide als blusmiddel voor bemande ruimten is mogelijk, maar niet gewenst. De gehanteerde concentraties zijn dodelijk.
Naast bovengenoemde blusmiddelen zijn gelijkwaardige of gelijke blusstoffen onder een andere naam verkrijgbaar in de markt.

## Chemische formules
Halon 1211 is broomchloordifluormethaan (CF2BrCl) en Halon 1301 is broomtrifluormethaan (CF3Br). Het nummer van de halon correspondeert met het aantal atomen van respectievelijk koolstof, fluor, chloor en broom.
Bijvoorbeeld Halon 1211:
```
C F Cl Br
1 2  1  1
```

Dit betekent dat een dergelijke code als volgt opgebouwd moet worden: eerst het aantal koolstofatomen, vervolgens het aantal fluoratomen, dan de chlooratomen en tot slot de broomatomen. Als er geen zijn, komt er gewoon een 0 in de code te staan.